# 15MpaRato
15MpaRato es una plataforma ciudadana nacida en España a partir de miembros que participaron en el 15M e impulsada por el colectivo Xnet. Interpuso una querella particular que impulsó el Caso Bankia.

## Objetivos
Tienen como objetivo principal llevar a juicio a Rodrigo Rato y a los integrantes del consejo de administración de Bankia. Su intención es concentrase para conseguir encausar a Rodrigo Rato y la cúpula de Bankia, y una vez conseguido seguir con los que consideran corresponsables de la crisis económica española de 2008 y de la burbuja inmobiliaria: los presidentes Mariano Rajoy, José Luis Rodríguez Zapatero, José María Aznar y gente de sus respectivos gobiernos, como la exministra de vivienda Carme Chacón.

## Caso Bankia
La plataforma consiguió recaudar los 15.000 euros para la querella contra Rodrigo Rato en apenas 24 horas a través del portal de crowdfunding Goteo.org, lo que le valió el galardón de los Oxcars (otorgados por X.net) en la categoría de “nuevos modelos de financiación”.
El jueves 14 de junio de 2012, 15MpaRato entregó su querella contra Rodrigo Rato y el consejo de administración de Bankia en la época de su salida a bolsa. A la salida, hubo una rueda de prensa seguida por multitud de medios de comunicación. A continuación se muestra la rueda de prensa. Intervienen participantes de la Plataforma Ciudadana por la Auditoría de la Deuda (PACD), Xnet, Facebook, Iaioflautas, PAH,  OpEuribor, TomaTuBanco, CierraBankia, Democracia 4.0 y  Madrilonia, entre otros colectivos.
|  |  |  |  |

El 10 de julio de 2012 la Audiencia Nacional admitió la querella e imputó a Rato y a Bankia, iniciando el Caso Bankia.
El martes 17 de julio de 2012, 15MpaRato lanzó la campaña #LiquidarBankia para detener el rescate. Según la plataforma, si se interviniera judicialmente a Bankia se paralizaría el rescate. Tras admitir la denuncia e interrogar como imputados a los 33 consejeros de bankia, Rato se sentó en el banquillo el 20 de diciembre. En la actualidad el juicio sigue su curso.
El día 9 de febrero de 2015, la acusación particular de 15MpaRato pidió al juez instructor del caso Bankia una fianza penal obligatoria, reclamando que las fianzas recaigan en las personas físicas imputadas y no sobre las entidades como personas jurídicas, para evitar que la fianza acabe siendo abonada con fondos públicos.
El 13 de febrero de 2015, el juez de la Audiencia Nacional Fernando Andreu impone una fianza civil solidaria de 800 millones de euros a los responsables de la salida a Bolsa de Bankia por el posible daño causado a los accionistas que acudieron a ella.

## Caso Blesa y preferentes
En septiembre de 2013 entregaron al juez de la Audiencia Nacional, Fernando Andreu, un escrito de Caja Madrid "obtenido de forma anónima" que demostraría que ningún banco adquirió este producto, y que fue vendido íntegramente a familias y pequeñas empresas no financieras. Un informe secreto de la CNMV de febrero de 2013 publicado en eldiario.es revela que Bankia incumplió la ley con sus preferentes, ya que no había mercado interno.
En octubre de 2013, 15MpaRato entregó otro documento en el que se demostraba que Caja Madrid prometía a los potenciales compradores de preferentes en el año 2009, que podrían rescatar su inversión en un plazo máximo de siete días a precio de mercado, según argumentarios distribuidos por la entidad a sus empleados con instrucciones para la venta de estas participaciones a sus clientes.
El 1 de marzo de 2014, 15MpaRato consiguió sentar en el banquillo a Miguel Blesa y Díaz Ferrán por la causa de las preferentes de Caja Madrid.

## Relación con Partido X
La plataforma 15MpaRato anunció el 2 de octubre de 2013 que participaría en la Comisión Anticorrupción de la Red Ciudadana Partido X. Por otro lado, la mayoría de los desarrolladores del método del Partido X fueron también los que iniciaron 15MpaRato.

### Correos de Blesa
En noviembre de 2013 el Partido X recibió un correo procedente de una fuente anónima que aseguraba tener en su poder correos electrónicos de Miguel Blesa que evidenciarían múltiples ilegalidades por parte del antiguo presidente de Caja Madrid. El partido recibió de esta fuente un archivo de más de ocho mil de correos enviados por Miguel Blesa entre 1996 y 2009.
La Comisión Anticorrupción del Partido X, de la que formaba parte el colectivo 15MpaRato, filtró a la prensa los Correos de Blesa que llevaron a destapar el caso de las Tarjetas opacas o "Black" que se regalaron a cargos responsables de las entidades bancarias Caja Madrid y Bankia.
En junio de 2015 Xnet hace pública una versión ampliada de los Correos de Blesa en una web accesible y abierta a consulta tras haber recibido de una fuente anónima un dominio web con parte de los 8000 correos.
En 2016 15MpaRato colabora con Xnet en la creación de una obra teatral documental que lleva a escena la trama que desvelaron con la salida a la luz de los correos de Blesa. El guion, escrito por Simona Levi y Sergio Salgado, retrata el modus operandi de la cúpula de Caja Madrid a través de una criba de 447 correos electrónicos publicados en prensa, enviados a y por su presidente, Miguel Blesa.

### Tarjetas Black
A raíz de la incorporación, por parte del juez Andreu de parte de los correos de Miguel Blesa en el caso Bankia se descubrió que la cúpula de la entidad bancaria podría haber estado haciendo uso fraudulento de tarjetas de crédito, mostrando indicios de "apropiación indebida" o "delito fiscal", entre otros. Esta práctica implicaba a un total de 87 directivos, que en algún momento habían estado relacionados con Bankia o con Caja Madrid, y que podrían haber llegado a gastar más de 4.624,6 millones de euros según la Fiscalía. Esta información, que había salido a la luz por el trabajo iniciado por 15MpaRato y Partido X llevó al juez a la imputación de Miguel Blesa, Rodrigo Rato e Ildefonso Sánchez Barcoj.